# 코리아브리프
코리아 브리프는 한반도와 관련된 정치/경제/외교 이슈를 다루는 영문 미디어, 컨설팅 회사이다. 2019년 9월 2일에 창간되었다. 
북핵문제, 북미 관계를 비롯하여, 한반도 주변 4강 관계에 오랜 경험을 가진 수십 명의 외교 전문가와 언론인, 학자들이 매주 이슈들을 선정하여 분석과 향후 전망을 제공하는 것을 주 업무로 하고 있다. 주요 고객은 국내외 기업, 언론 및 연구기관 등이다. 또한, KOREABRIEF TV를 통해 국제 이슈 관련 유명 석학들과 외교 관련 인사들과의 대담 프로그램도 진행하고 있다. 

## 상세
1.   Analysis & Forecast :
KOREABRIEF Editorial 팀이 매주 회의를 거쳐 한반도 현안에 관한 주제를 2~3개 선정, 이에 대한 분석과 단기적, 장기적 전망을 제시한다. 
다른 연구기관과 달리 1~2장 내외의 간략한 분석이 특징이며, 한반도 역사 및 문화와 관련한 시리즈 기획 기사도 작성 중이다.

2.   Headlines :
AP, Bloomberg, Reuters 와 같은 주요 외신의 한반도 정세 기사를 정리해주는 서비스이다. 
여러 외신을 뒤져야 하는 수고를 덜고, 정치와 국제 관계, 경제 면에 집중하여 Business 종사자들에게 효율적으로 한반도 정세를 파악할 수 있도록 하는 것이 목표다. 

3.   DNB 기사 :
Daily News Brief의 약자. 매일 각 정부부처의 보도 자료 중 주요 뉴스를 모아 영문으로 Re-write한 기사이다.
간략한 내용만 다루지만, 외신에서는 다루지 않거나 조금 늦게 나오는 자료를 빠르게 제공한다는 장점이 있다. 
한국에 있는 외국 대사관 직원들, 글로벌 기업에 소속된 외국 직원, 혹은 국내에서 근무하는 외국 직원을 주 타겟층으로 한다.

4.  Verbatim :
한국, 중국, 일본, 북한, 미국 5개국 정상의 직접적인 발언을 정리하는 서비스다. 
한 개인의 발언을 정리하면 그 개인의 생각과 성향을 파악할 수 있다는 점에서 운영중이다.

5.   Policy Alert :
정부의 주요 법률 개정, 그리고 한국의 선거 일정을 알려주는 서비스이다. 
주요 법률안의 개정, 또 한국 선거 결과에 따라 바뀌는 정책의 방향 등은 한국에 진출해 있거나, 진출 및 투자를 하려는 외국 기업에게는 매우 중요한 정보가 된다는 점을 파악한 서비스이다.

6.    KOREABRIEF TV :
KOREA ON-Air 와 Face-to-face 2개의 프로그램을 운영 중이다. 
주로 한반도 국제관계 이슈들을 브리핑하는 유튜브 방송으로, KOREA ON-Air는 한국에서 벌어지는 주요 사건 중심, Face-to-face는 한반도 내 국제/외교적으로 저명한 인사와의 인터뷰를 중심으로 진행 중이다. 
전 UN 대사(현 Save the Children 한국 이사장) 오준과 ABC 뉴스 한국 지국장 조주희가 앵커를 맡고 있다. 
예로 한국과 일본의 GSOMIA 문제, 북미 핵협상 등의 주제에 대해 관련 석학들과 촬영을 진행하였다.

7.  구독 서비스 :
기타 서비스는 회원 가입 시 별도의 요금 없이 접근 가능하나, KOREABRIEF 핵심 서비스인 A&F 접근은 구독료를 지불해야 한다. 
개인 회원은 연 495 USD이고, 5개의 계정이 한번에 접근 가능한 Corporate rate는 연 1,732 USD이다.

8.   Advisory Service :
외국 기업에서 한국 진출 및 새로운 프로젝트를 추진할 때 한국의 정세 분석 및 이해를 통해 효과적인 전략을 컨설팅해주는 서비스이다. 
일반 언론사와 달리 KOREABRIEF의 자료를 이용해 추가적인 분석 및 상담, 설계를 해준다는 것이 차이점이다.

## 언론 출연
전 핀란드 대사이자 과거 한국의 이라크 파병 업무를 담당한 바 있는 김수권 선임분석관이 2020년 1월 7일 연합뉴스 ‘이슈큐브’에 출연해 미국과 이란의 군사적 충돌에 따른 갈등과 한반도 여파에 관한 얘기를 나누었다. 

## 인물
위성락 : 현 KOREABRIEF Editor-in-chief. 전 주 러시아 한국 대사, 전 한반도평화교섭본부장.
 이진 : 현 KOREABRIEF Publisher. 전 김앤장 법률사무소 기업전략담당고문, 전 화이자제약 전무, 전 노무현 대통령 개인기록비서.

## 위치
서울에 있다.

## 기타
외국에는 Stratfor, Fiscal Note, The Economist Intelligence Unit(EIU) 등이 유사한 형태의 플랫폼으로 존재한다.